# Hypephyra
Hypephyra là một chi bướm đêm thuộc họ Geometridae.

## Các loài
- Hypephyra brunneiplaga (Swinhoe, 1902)
- Hypephyra charitopis Prout
- Hypephyra speciosa Yazaki
- Hypephyra terrosa Butler
- Hypephyra undilinea Bastelberger